# Kali Linux
Kali Linux é uma distribuição GNU/Linux baseada no Debian, considerado o sucessor do Back Track. O projeto apresenta várias melhorias, além de mais aplicativos. É voltado principalmente para auditoria e segurança de computadores em geral. É desenvolvido e mantido pela Offensive Security Ltd. Desde 21 de janeiro de 2016, é uma  distribuição "rolling-release".
O Kali Linux dispõe de numerosos softwares pré-instalados, incluindo o Nmap (port scanner), Wireshark (um sniffer), John the Ripper (crackeador de password) e Aircrack-ng (software para testes de segurança em Rede de computadores.  O sistema pode ser utilizado a partir de um Live CD ou live-usb, além de poder ser instalado como sistema operacional principal. É distribuído em imagens ISO compilados para as arquiteturas x86, x64 e ARM. O sistema chegou a aparecer em séries de televisão, no caso, Mr. Robot.

## Instalação
O Kali Linux permite a instalação em arquiteturas i386, amd64 e ARM (armel e armhf), para a arquitetura i386, a imagem do Kali, traz um kernel PAE por padrão, podendo assim ser executado em sistemas com mais de 4 GiB de RAM. O sistema pode ser instalado a partir de um DVD ou um Live USB, também permite a instalação via rede.

## Ferramentas
O Kali inclui diversas ferramentas de auditoria de segurança da informação, tais como:
- Aircrack-ng
- Autopsy
- Armitage
- Burp suite
- BeEF
- Cisco Global Exploiter
- Ettercap
- Hashcat
- John the Ripper
- Kismet
- Lynis
- Maltego
- Metasploit framework
- Nmap
- Nikto
- OWASP ZAP
- Social engineering tools
- Sqlmap
- Wireshark
- WPScan
- Nessus
- Zenmap
- Hydra
- Reverse engineering toolkit
- Foremost
- Volatility
- VulnHub

Essas ferramentas podem ser usadas para inúmeros propósitos, a maioria envolve exploração de falhas em uma rede de computadores ou aplicação, realização de descoberta de computador na rede, ou scaneamento de um alvo em específico na rede pelo endereço IP. Muitas ferramentas da versão passada foram eliminadas para focar nas mais populares e efetivas para testes de segurança. 